# 王機
王機（?—315年），字令明，西晋长沙郡（治今湖南省长沙市）人，广州刺史王毅之子。王矩之弟。
王機十七岁时，率众击破在江州作乱的陈恢。他举止潇洒倜傥，与荆州刺史王澄相友善。王澄用他为成都内史，二人终日醉酒，投壶博戏，不理政事。百姓怨恨，人情骚动。永嘉五年（311年），巴蜀流民杜弢起兵，被杜弢所败。王機就王敦求担任广州刺史，王敦不许。永嘉六年（312年），广州有人背着刺史郭讷迎接他，于是在故旧的拥戴下率奴客门生千余人入广州，自为广州刺史。建兴三年（315年），击降杜弢部将杜弘，王機害怕被王敦所讨，更求为交州刺史，被梁硕所拒。与杜弘、温邵、刘沈等据广州郁林（今广西桂平西）反叛，广州刺史陶侃所败，派将讨伐，败走，在道中病故。